# 狙われた駅馬車
『狙われた駅馬車』（ねらわれたえきばしゃ、Rawhide）は1951年のアメリカ合衆国の西部劇映画。ヘンリー・ハサウェイ監督の作品で、出演はタイロン・パワー、スーザン・ヘイワードなど。

## キャスト
※括弧内は日本語吹替（放送日：1968年12月28日 NET『土曜映画劇場』）
- トム・オーウェンズ：タイロン・パワー（川辺久造）
- ヴィニー・ホルト：スーザン・ヘイワード（三条美紀）
- ラフェ・ジマーマン：ヒュー・マーロウ（樋口功）
- ヤンシー：ディーン・ジャガー（雨森雅司）
- サム・トッド：エドガー・ブキャナン
- テヴィス：ジャック・イーラム
- グラッツ：ジョージ・トビアス
- ルーク・デイビス：ジェフ・コーリー
- テックス・スクワイアズ：ジェームズ・ミリカン
- フィッカート：ルイス・ジーン・ヘイト
- ウィンゲート中尉：ケネス・トビー[注釈 1]
- ナレーター：ゲイリー・メリル[注釈 1]

## スタッフ
- 監督：ヘンリー・ハサウェイ
- 製作：サミュエル・G・エンゲル
- 脚本：ダドリー・ニコルズ
- 撮影：ミルトン・R・クラスナー
- 編集：ロバート・シンプソン
- 音楽：ソル・カプラン